# Kepler-61 b
Kepler-61b, anche conosciuto come KOI-1361.01, è un pianeta extrasolare in orbita nella zona abitabile della nana arancione Kepler-61, distante 1.100 anni luce dalla Terra e situata nella costellazione del Cigno.

## Scoperta
Nel 2009, il telescopio spaziale Kepler della NASA stava completando l'osservazione di stelle sul suo fotometro, in cui un pianeta passa davanti alla sua stella ospite oscurandola per un breve periodo di tempo approssimativamente regolare. In questo ultimo test, Kepler osservò 50.000 stelle nel Kepler Input Catalog, incluso Kepler-61; le curve di luce preliminari sono state inviate al team di scienziati per l'analisi, che ha scelto compagni planetari ovvi dal gruppo per il seguito degli osservatori. Le osservazioni sulla velocità radiale hanno confermato che un corpo planetario era responsabile degli abbassamenti osservati nella curva di luce di Kepler-61, confermandolo come un pianeta. La scoperta è stata annunciata il 24 aprile 2013.

## Caratteristiche

### Massa, raggio e temperatura
Kepler-61b è un esopianeta con raggio e massa più grandi di quelli della Terra, ma più piccola di quella di Nettuno e Urano. Potrebbe essere una super Terra, ma più studi condotti negli anni 2010 suggeriscono che "certamente" siano di natura rocciosa pianeti con un raggio minore di 1,6 volte quello terrestre, quindi è possibile che si tratti di un mininettuno senza superficie solida, o di un pianeta oceanico. Ha una temperatura di equilibrio di 273 K, un raggio di 2,15 R⊕ e una massa è di 6,65 M⊕.

### Stella madre
Il pianeta orbita intorno a una nana arancione chiamata Kepler-61, di massa 0,63 M☉ e di raggio 0,62 R☉ , una temperatura di 4017 K ed è vecchia almeno 1 miliardo di anni. La magnitudine apparente della stella è 15.

### Orbita
Kepler-61b orbita attorno alla sua stella madre con circa l'8% della luminosità del Sole con un periodo orbitale di 59.877 giorni e un raggio orbitale di circa 0,28 volte quello di Terra (rispetto a Mercurio dal Sole, che è di circa 0,38 UA). Ha un'eccentricità orbitale di quasi 0,25, il che significa che la sua orbita è leggermente ellittica e riceve il 36% in più di luce solare ricevuta dalla Terra.

## Abitabilità
Kepler-61b si trova nella parte interna della zona abitabile empirica, una zona in cui potrebbe esistere acqua liquida con albedo alto, umidità relativamente bassa e pressione atmosferica più elevata. Tuttavia come accennato sopra potrebbe trattarsi di un nano gassoso ed è quindi più probabile l'abitabilità su una esoluna di dimensioni terrestri in orbita attorno a esso. 
Ricevendo però il 39% in più della radiazione che riceve la Terra dal Sole, è possibile che la presenza di un'atmosfera abbia sviluppato un intenso effetto serra in grado di innalzare considerevolmente la temperatura, rendendo impossibile la presenza di acqua allo stato liquido, inoltre, l'alta eccentricità orbitale (e= 0,25) fa sì che il pianeta sperimenti stagioni "estreme" con temperature molto variabili, con un periodo nel quale il pianeta entra dentro al bordo interno della zona abitabile.